# Fransk franc
Fransk franc (F - Franc français) var den valuta som användes i Frankrike med utomeuropeiska besittningar samt Andorra, fram till införandet av euron 2002. Valutakoden var FRF. 1 Franc var = 100 centimes. Franc i Monaco fungerade som samma valuta, men det gavs 1837-2000 ut främst mynt med annat utseende, exempelvis med bild på Furst Rainier III, gällande som betalningsmedel i Frankrike ekvivalent med franska franc.[källa behövs]

## Historia

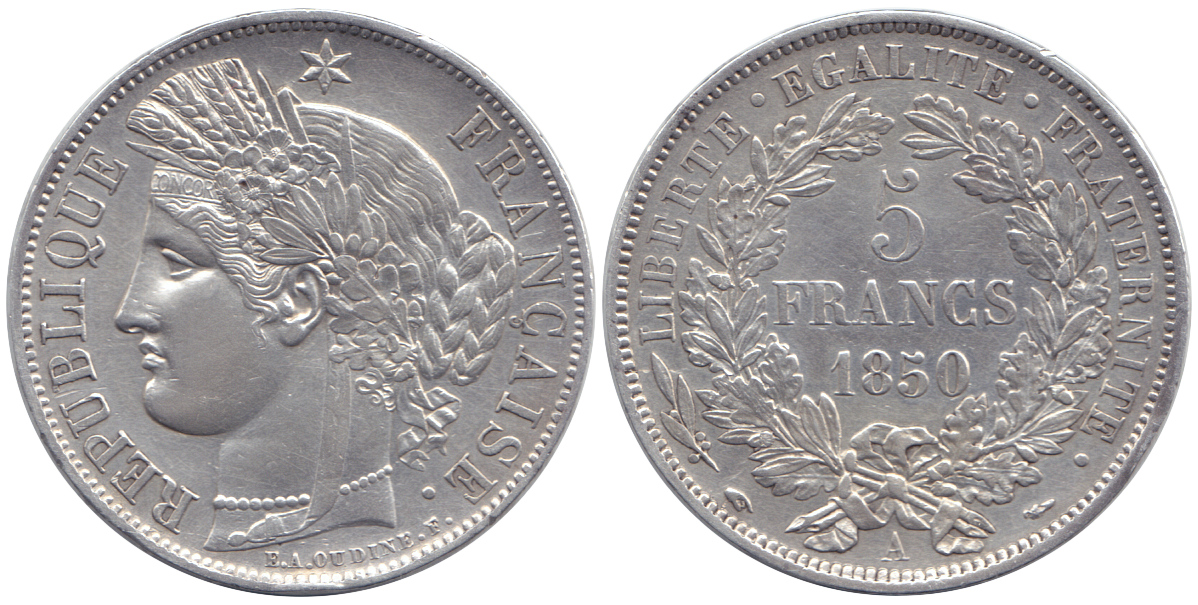
5 franc, 1850. Andra franska republiken. Silver 900.

Den första francen infördes redan den 5 december 1360 under Johan II av Frankrike och som senare ersattes av den franska livren. År 1795 återinfördes francen som nationens valuta och blev då Europas första valuta med decimalsystemet som bas. 1803 infördes guldfranc som präglades till 20 F och 40 F Napoleonmynt bl.a. och sedan även blev basvalutan i den Latinska myntunionen grundad 1865. Även andra länder använde då guldfranc som myntfot, med 0.290322581 g rent guld. Denna myntfot övertogs också av Bank for International Settlements 1930 och fungerade så till 2003.
Den nationella francen frikopplades emellertid från guldfranc, en devalverad Poincaréfranc (en) infördes 1928 med 1/5 av värdet i guld (58,95 mg). Därefter drabbades valutan av värdefall i olika omgångar som krävde revalvering 1958, där två nollor ströks och den tidigare avskaffade centime återinfördes. Under andra världskriget användes diverse valutor, av Vichyregimen och i den tyskockuperade delen av Frankrike, med franc kopplad till Reichsmark och under ockupationen av de allierade en tillfällig inofficiell valuta kopplad till amerikanska dollar, som de Gaulle emellertid förkastade (se en:US occupation franc).
I samband med Charles de Gaulles tillträdande som president för den nybildade femte republiken i januari 1959, devalverades francen med 29 procent. Samtidigt infördes en revalverande valutareform där alla sedlar och mynt skulle bytas ut mot nya. Omvandlingsvärdet sattes till 1 ny franc mot 100 gamla. "Två nollor ströks" och samtidigt återinfördes de 1945 avskaffade centimes (1 franc = 100 centimes). Den "äldre" francen kallades därefter gamla franc.
Den franska francen användes förutom i Frankrike även i Andorra och Monaco och franc blev valuta i många länder med anknytning till det franska kolonialimperiet där de flesta länder idag är samlade i Organisation internationale de la francophonie. Många av de utomeuropeiska länderna har efter självständighet behållit namnet "franc" på sin valuta, speciellt i Afrika med CFA-franc. Även Belgiens forna kolonier använder franc, utifrån belgisk franc.
Vid övergången till euro fastställdes slutkursen 2002 till 1 EUR = 6,55957 FRF. Schweiz som var medlem av Latinska myntunionen har behållit sin franc, då landet står utanför EU. Franska Guyana, Franska Västindien, Réunion, Mayotte, Saint-Pierre och Miquelon gick också över till euro, som delar av den republiken Frankrike. 

## Användning
Valutan gavs ut av Banque de France - BDF som grundades 1800 och ersatte den tidigare Banque Royale. BDF har huvudkontoret i Paris och är medlem i Europeiska centralbankssystemet.

## Valörer

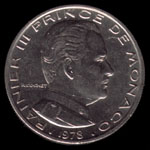
Monegaskisk 1 franc med Furst Rainier III

- mynt: fanns i ½, 1, 2, 5, 10, 20, 50 och 100 Franc (valör 20 masstillverkad bara till 1996, 50 till 1979 och 100 till 1989)
- underenhet: fanns i 1, 5, 10, 20 och 50 centimes (valör 1 masstillverkad bara till 1979)
- sedlar: fanns i 20, 50, 100, 200 och 500 FRF

Franc i Monaco gavs 1837-2000 ut främst som mynt med annat utseende, i valörerna från 1, 5, 10, 20, 50 centimes samt ½, 1, 2, 5, 10 och 20 francs.